# Henk Zomers
Henk Zommers (fl. XX secolo) è stato un calciatore indonesiano, di ruolo attaccante.

## Carriera
Prese parte con la Nazionale delle Indie Orientali Olandesi ai Mondiali del 1938.